# Hans-Peter Berger
Hans-Peter Berger (Salisburgo, 28 settembre 1981) è un ex calciatore austriaco, di ruolo portiere.

## Palmarès

### Club
- Campionato di Erste Liga: 2

2004-2005, 2010-2011
- Coppa d'Austria: 1

2012-2013

### Individuale
- Portiere dell'anno della Bundesliga: 1

2006-2007
- Portiere dell'anno della Erste Liga: 3

2002-2003, 2003-2004, 2004-2005